# Vamed Klinik Hattingen
Die Vamed Klinik Hattingen (ehemals Helios Klinik Hattingen) ist ein Krankenhaus im Stadtteil Holthausen von Hattingen. Es zählt zur Fresenius-Gruppe. Sie ist ein Rehabilitationszentrum für Neurologie, Neurochirurgie und Neuropädiatrie.
Die Klinik besteht seit 1993. Drei Jahre später kam das Kinderhaus dazu. Für das Jahr 2022 wurde ein Umzug an einen anderen Standort angekündigt. Im Juni 2019 einigte man sich auf eine Verlängerung des Mietvertrages bis 2036 am jetzigen Standort.
Die Klinik verfügt über 210 Betten für Erwachsene und 60 für Kinder und Jugendliche. Sie beschäftigt 550 Mitarbeiter.